# Muhammadiyah

Muhammadiyah

La Persyarikatan Muhammadiyah couramment appelé Muhammadiyah est une organisation socio-culturelle musulmane indonésienne créée en 1912 à Yogyakarta par Kiai Haji Ahmad Dahlan, un pieux musulman formé à la Mecque, où il avait été fortement influencé par les livres du réformateur égyptien Muhammad Abduh. Abduh préconisait une purification de la pensée et de la pratique musulmanes par un système éducatif musulman modernisé. C'est pourquoi on qualifie parfois la Muhammadiyah d'organisation musulmane « moderniste », par opposition à sa rivale Nahdatul Ulama, qualifiée de « traditionaliste ».

## Principes et historique
La Muhammadiyah souhaite élever le sens de la responsabilité morale et purifier la foi de ce qu'elle considère comme des traditions dépassées ou une corruption de l'islam. Elle insiste sur l'autorité du Coran et de la sunnah (tradition musulmane) comme seul fondement légitime pour l'interprétation et le développement de la foi et de la pratique religieuse. En cela, la Muhammadiyah remet en question l'autorité de l'enseignement des ulama (maîtres de religion) traditionnels. Elle s'oppose aussi au syncrétisme indonésien qui a permis à l'islam de se mélanger aux croyances antérieures à l'islam. Enfin, elle s'oppose aux traditions des confréries soufies.
La Muhammadiyah a choisi de se concentrer sur les questions sociales et religieuses plutôt que politiques,. Ses activités couvrent notamment des domaines comme le droit musulman, les femmes, la jeunesse, l'éducation, les fêtes religieuses, les affaires sociales, la santé. Elle a développé un remarquable système d'éducation parallèle à celui de l'État, de la maternelle à l'université. Elle possède également des cliniques, des hôpitaux, des orphelinats, des industries, et une maison d'édition et de presse.
À la mort de K. H. Dahlan en 1923, la Muhammadiyah déclarait avoir un peu plus de 3 300 membres, essentiellement des habitants de Yogyakarta. Dans les années 1930, elle commence à établir des branches en dehors de Java. Elle est aujourd'hui la deuxième organisation musulmane d'Indonésie (juste derrière sa rivale Nahdlatul Ulama) avec 30 millions de membres, en grande partie issus des classes moyennes urbaines.
Le siège de l'organisation est à Yogyakarta. Depuis 1970, le comité chargé de domaines comme l'éducation, l'économie, la santé et les affaires sociales s'est installé à Jakarta, plus près de ses interlocuteurs au gouvernement.